# Putkopruwborstje
Het putkopruwborstje (Erigonella hiemalis) is een spinnensoort in de taxonomische indeling van de hangmatspinnen (Linyphiidae).
Het dier komt uit het geslacht Erigonella. Erigonella hiemalis werd in 1841 beschreven door John Blackwall.